# فرانک پاشتور
فرانک پاشتور (به آلمانی: Frank Pastor) بازیکن فوتبال و مهاجم اهل آلمان شرقی بود که از سال ۱۹۸۳ میلادی عضو تیم ملی فوتبال آلمان شرقی بوده‌است. وی در ۷ بازی ملی حضور داشته و در بازی‌های ملی‌اش گلی به ثمر نرساند. فرانک پاشتور آخرین بازی ملی خود را در سال ۱۹۸۷ میلادی انجام داد.